# Northern Rock
Northern Rock war ein Finanzunternehmen im Vereinigten Königreich. Der ehemalige Hauptsitz von Northern Rock befindet sich am Regent Centre außerhalb von Newcastle upon Tyne im nordöstlichen England. Das Unternehmen ging 1997 mit dem Börsengang aus der Northern Rock Building Society hervor. Northern-Rock-Aktien wurden bis zum 19. Februar 2008 an der London Stock Exchange im FTSE 100 mit der ISIN GB0001452795 gehandelt. Im Zuge der Finanzmarktkrise wurde Northern Rock 2008 verstaatlicht und 2011 von Virgin Money übernommen.

## Geschichte
Northern Rock galt im Frühjahr 2008 als die achtgrößte Bank Großbritanniens. Die Northern Rock Building Society war das Ergebnis einer Fusion im Jahre 1965 zwischen den Unternehmen Northern Counties Permanent Society (gegründet 1850) und dem Unternehmen Rock Building Society (gegründet 1865).
Northern Rock unterhielt Standorte in Irland, Dänemark und Deutschland. Das Unternehmen verfügte Mitte 2007 über 76 Filialen, welche 1,4 Millionen Kunden mit einem Hypothekenvolumen von 145 Mrd. Euro betreuten. Das Institut war Sponsor des Fußballvereins Newcastle United und des Rugbyclubs Newcastle Falcons sowie der Cricketclubs Durham County Cricket Club und Middlesex County Cricket Club.

## Krise am US-Hypothekenmarkt

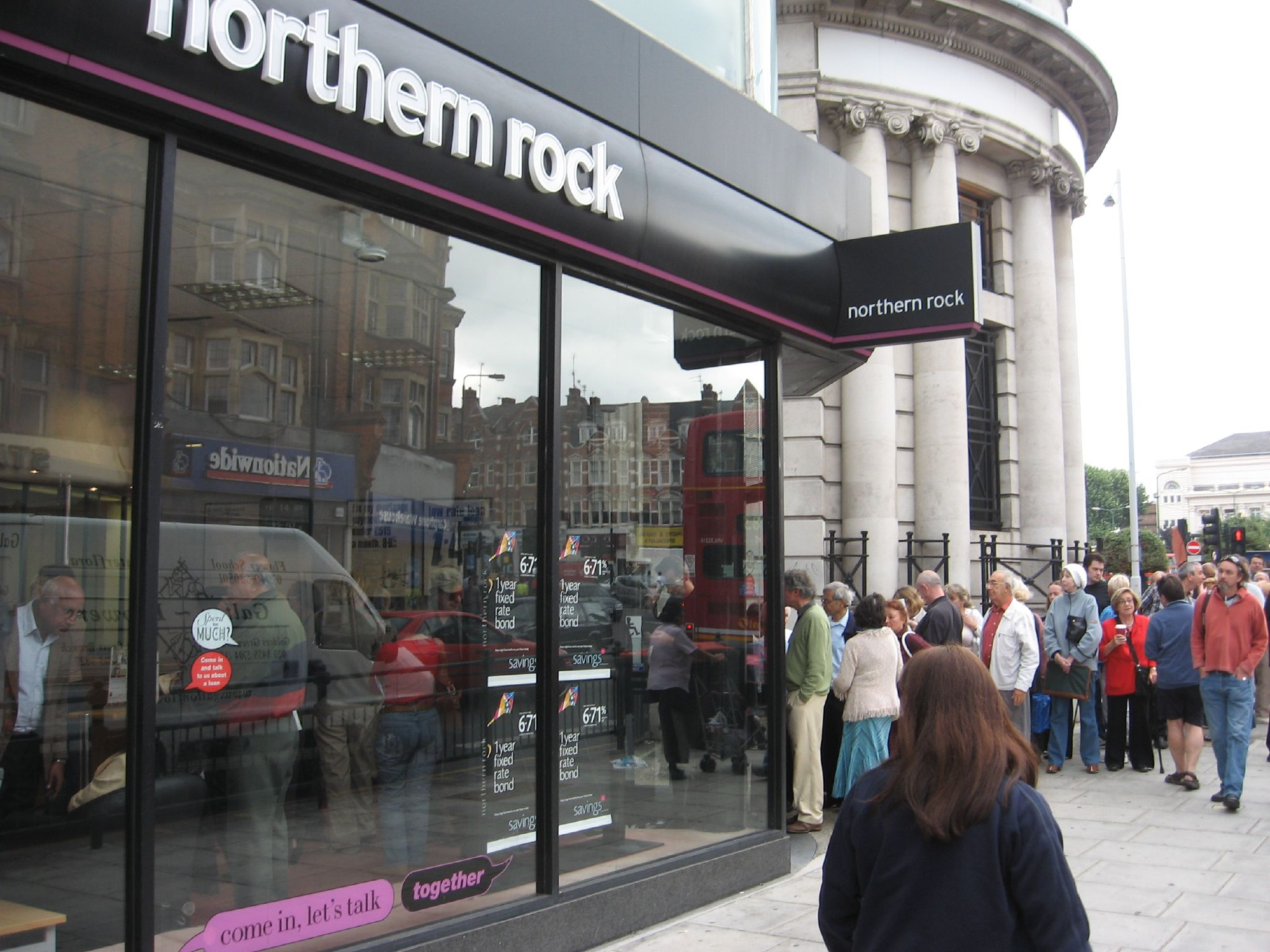
Während des Bank Runs auf Northern Rock stehen besorgte Kunden vor einer Filiale der Bank Schlange (September 2007)

Durch die Liquiditätsverknappung am Geldmarkt infolge der Subprime-Krise 2007 geriet das Unternehmen in Refinanzierungsschwierigkeiten. In der Folge kam es zu massenhaftem Abzug von Geldern durch die Kunden. Vom Freitag, den 14. September bis Montag, den 17. September 2007 hoben die Kunden etwa zwei Milliarden Pfund (ca. 2,9 Mrd. Euro) von Konten der Bank ab. Am 17. September wurden die Schalteröffnungszeiten verlängert, um dem Ansturm verängstigter Anleger Herr zu werden. Daraufhin erklärte der britische Finanzminister Alistair Darling, gegebenenfalls würden die Bank of England und die Regierung Regelungen in Kraft setzen, die alle Einlagen bei Northern Rock während der gegenwärtigen Instabilität der Finanzmärkte garantieren würden.
Am 17. Februar 2008 gab Darling bekannt, dass die britische Regierung Northern Rock vorübergehend verstaatliche, um eine Insolvenz abzuwenden. Hintergrund war, dass keines der damaligen Kaufangebote „unter den momentanen Marktbedingungen“ hoch genug war. 
Das Management von Northern Rock und die Virgin Group von Milliardär Richard Branson machten Kaufangebote. 
Zuvor hatte die Garantie-Erklärung der Regierung Brown den Einlagenabfluss nicht beenden können.
Northern Rock war seit den 1970er-Jahren das erste in Großbritannien verstaatlichte Privatunternehmen.

## Verkauf an Virgin Money
Am 17. November 2011 gab das britische Finanzministerium HM Treasury den Verkauf von Northern Rock für 747 Millionen britische Pfund (873 Millionen Euro) an Virgin Money, ein Tochterunternehmen der britischen Virgin Group, bekannt. Vorbehaltlich der kartellrechtlichen Freigaben sollte die Übernahme bis Januar 2012 abgeschlossen werden.
Der Bereich „Northern Rock Asset Management“ in welchen im Jahr 2010 risikoreiche Wertpapiere und Kredite abgespalten wurden, verbleibt beim britischen Staat, und soll über einen längeren Zeitraum abgewickelt werden.

## Belege
1. ↑  finanzen.net (Hrsg.): Northern Rock plc. (HTML [abgerufen am 10. Januar 2012]).
2. ↑  Financial Times Deutschland (Hrsg.): Wie die Jungfrau zum Gelde. 10. Januar 2012, S. 15.
3. ↑  Handelsblatt: Aufstieg und Fall von Northern Rock, 17. September 2007
4. ↑  BBC (Hrsg.): Northern Rock deposits guaranteed. 17. September 2007 (HTML [abgerufen am 30. September 2012]).
5. ↑  Tagesschau: Northern Rock wird vorübergehend verstaatlicht, 17. Februar 2008
6. ↑  Handelsblatt: Regierung greift bei Northern Rock ein, Handelsblatt, 18. September 2007
7. ↑  Handelsblatt: Staatsgarantie kann Panik nicht stoppen, 18. September 2007
8. ↑  Focus.de: Skandalbank Northern Rock geht an Virgin Money, abgerufen am 18. November 2011

Aktuell:

Adtalem |
Aurubis |
Befesa |
BillerudKorsnäs |
BioMérieux |
California Water Service Group |
Canadian National Railway |
Coloplast |
ConvaTec |
CSX |
Dassault Systèmes |
EDP Renováveis |
Fabege |
FirstGroup |
First Solar |
Fresenius Medical Care |
Geberit |
Gecina |
Gen Digital |
Hannon Armstrong Sustainable Infrastructure |
Hannover Rück |
Henkel |
Intel |
Interface Inc. |
Konica Minolta |
Kurita Water Industries |
Lenzing |
Medtronic |
MillerKnoll |
Mondi |
Nordex SE |
Ormat Technologies |
Ørsted |
Pearson |
Pennon Group |
Ricoh |
Rockwool |
Scatec |
Severn Trent |
Siemens Healthineers |
Signify |
Smith & Nephew |
Solaria |
Sonova |
Steelcase |
STMicroelectronics |
Swiss Re |
Union Pacific |
United Utilities Group |
Xerox
Ehemalig:

Accenture |
AMD |
Ansaldo |
Atlas Copco |
Autodesk |
Aviva |
Benesse Holdings |
Berkeley Group Holdings |
Boiron |
British Land |
BT Group |
Burlington Northern Santa Fe |
BWT Group |
CA Technologies |
Clipper Windpower |
Conergy |
Danone |
Denso |
Drägerwerk |
East Japan Railway |
Electrolux |
EMC |
Enagás |
Energy Conversion Devices |
Energy Recovery Inc. |
Evergreen Solar |
Friends Provident |
Gamesa |
Google |
Hain Celestial |
J Sainsbury |
JM |
Kingfisher |
Liberty International |
Linde |
Lloyds Banking Group |
Mayr-Melnhof |
Michelin |
Münchener Rück |
Northern Rock |
Osram |
Philips |
Q-Cells |
REC Silicon |
RELX |
Renault |
sanofi-aventis |
SAP |
Shimano |
Siemens Gamesa |
Smurfit Kappa Group |
SunPower |
SKF |
Sky Limited |
Snam |
SNS REAAL |
Solarworld |
Sompo Japan |
Storebrand |
Svenska Cellulosa |
Tarkett |
Umweltbank |
Unilever N.V |
Vestas |
Vossloh